# جیمز ونینگ
جیمز ونینگ (انگلیسی: James Vennings؛ زادهٔ ۲۰ نوامبر ۲۰۰۰) بازیکن فوتبال است.
از باشگاه‌هایی که در آن بازی کرده‌است می‌توان به باشگاه فوتبال چارلتون اتلتیک اشاره کرد.